# Saccocoelioides pearsoni
Saccocoelioides pearsoni är en plattmaskart som beskrevs av Szidat 1954. Saccocoelioides pearsoni ingår i släktet Saccocoelioides och familjen Haploporidae. Inga underarter finns listade i Catalogue of Life.